# Paul Oskar Kristeller
Paul Oskar Kristeller (Berlino, 22 maggio 1905 – New York, 7 giugno 1999) è stato uno storico della filosofia tedesco naturalizzato statunitense.
I suoi studi hanno riguardato l'ambito dell'Umanesimo.

## Biografia
Nato a Berlino da una famiglia di origine ebraica, Kristeller terminò gli studi all'università di Heidelberg laureandosi nel 1928 con una dissertazione sulla filosofia di Plotino sotto la guida di Ernst Hoffmann. Compì studi post-dottorato all'Università di Berlino e all'Università di Friburgo in Brisgovia; a Friburgo studiò con Martin Heidegger.
Nel 1935, su chiamata del filosofo Giovanni Gentile, insegnò come lettore di tedesco alla Scuola Normale di Pisa, dove, tra gli studenti che seguirono il corso, vi fu  anche Carlo Azeglio Ciampi. Nel 1939, a seguito delle leggi razziali emanate sia in Italia sia in Germania, grazie all'aiuto di Gentile riuscì a espatriare negli Stati Uniti e a trovare un impiego prima all'Università di Yale, dove rimase per poco tempo, poi alla Columbia University di New York; qui insegnò sino al 1973, quando divenne professore emerito: poté così continuare a lavorare attivamente nella ricerca. 

## Produzione
L'oggetto principale della sua ricerca è costituito dal campo della filosofia del Rinascimento e dell'Umanesimo. Alcuni suoi importanti lavori concernono per esempio Marsilio Ficino, Giovanni Pico della Mirandola e Pietro Pomponazzi.
Si guadagnò riconoscimenti straordinari con il censimento di manoscritti in sei volumi (pubblicati tra il 1963 e il 1992) Iter Italicum (titolo che ricorda Iter Alemannicum, un lavoro simile di Martin Gerbert), un'opera monumentale in cui egli descrisse innumerevoli manoscritti sino ad allora non recensiti.

## Pensiero
Kristeller ritiene che il Rinascimento, secondo molti aspetti, si pone in continuità rispetto alla dottrina aristotelica medioevale, pur indirizzandola ad una nuova concezione dell'uomo e della natura, opponendosi pertanto alla visione storiografica tradizionale avvalorata da Alfred North Whitehead. Inoltre, Kristeller rifiuta la tesi tradizionale che vede un'irreligiosità marcata e un ritorno al paganesimo durante il periodo rinascimentale, secondo la quale vengono prese le distanze dallo spirito religioso della tarda scolastica. Infatti, sostiene che si debba trattare, invece, di nuove riflessioni intellettuali di stampo non religioso che giungono a una distinzione tra la filosofia-filologia e la religione, in polemica con l'impostazione scolastica, ma si assiste nel contempo anche ad un ritorno agli studi classici, tra i quali quello della filosofica patristica e della Sacra Scrittura. In divergenza con Eugenio Garin, Kristeller ritiene che l'Umanesimo sia stato al suo centro un movimento erudito, letterario e pedagogico, e che perciò la filosofia non fu affatto un elemento unico o dominante.

## Opere
- Der Begriff der Seele in der Ethik des Plotin, Mohr, Tübingen 1929 (Dissertation Universität Heidelberg 1928)
- Supplementum Ficinianum, Olschki, Firenze 1937
- Il pensiero filosofico di Marsilio Ficino, Sansoni, Firenze 1953 (ed. tedesca 1972)
- The Classics and Renaissance Thought, Harvard University Press, Cambridge Mass. 1955.
- Humanismus und Renaissance, Fink, München 1980

1. Die antiken und mittelalterlichen Quellen, ISBN 3-7705-1815-2.
2. Philosophie, Bildung und Kunst, ISBN 3-7705-1816-0.

- Die Ideen als Gedanken der menschlichen und göttlichen Vernunft, Winter, Heidelberg 1989, ISBN 3-598-25030-4.
- Iter Italicum. A finding list of uncatalogued or incompletely catalogued humanistic manuscripts of the Renaissance in Italian and other libraries, Brill, Leiden 1995, ISBN 90-04-10122-5 (anche in CD-ROM).
- Die Philosophie des Marsilio Ficino, Klostermann, Frankfurt/M. 1972.
- Studies in Renaissance Thought and Letters, Edizioni di Storia e Letteratura, Roma 1956-1996 (4 vol.)
- L'Umanesimo italiano del Rinascimento e il suo significato, Quaderni del Trentennale dell'Istituto Italiano per gli Studi Filosofici, Napoli 2005.
- (cur.) The Renaissance Philosophy of Man. Petrarca, Valla, Ficino, Pico, Pomponazzi, Vives, University of Chicago Press, Chicago 1948 (antologia commentata).